# Gulgberg
Der Gulgberg ist ein 579 m ü. NHN hoher dicht bewaldeter Basaltkegel westlich von Pleußen im Oberpfälzer Landkreis Tirschenreuth. Er gehört zum Naturraum Lausnitzer Randberge im Fichtelgebirge.

## Geographie
Im Westen des Berges verläuft die Staatsstraße 2176 von Konnersreuth nach Mitterteich und im Süden die Bundesstraße 299 von Mitterteich nach Waldsassen. Auf dem Gipfel befindet sich ein Blockmeer.

## Geologie
Zwischen Marktredwitz, Mitterteich, Konnersreuth und Seußen liegt ein großes Basalteruptionsgebiet. Es ist der westlichste Ausläufer des nordböhmischen Basaltvulkanismus. Im Miozän ist hier flüssige Basaltmasse durch den Granit emporgedrungen.

## Wirtschaft
In der Bergregion befinden sich einige Basalt-Steinbrüche.